# シチュー
シチュー（英: stew [stjuː] ( 音声ファイル)）は、野菜や肉、魚介類を出汁やソースで煮込んだ煮込み料理の英語による総称である。フランス料理では調理方法や鍋の種類で呼称が分かれ、料理の名称ではラグー（フランス語: ragoût）などが対応する語として挙げられる。
英語では煮込むことを stewing と呼ぶ。

## 歴史
シチュー（ラグー）の料理としての確立は、16世紀後半から17世紀前半のフランスにおいてとされる。
日本へのシチューの伝来がいつかについて明確な記述はないが、すでに1871年（明治4年）、東京の洋食店「南海亭」のちらしに、「シチウ（牛・鶏うまに）」との品書きが発見されている。1872年の仮名垣魯文『西洋料理通』においても、牛肉や豚肉、トマトなどを用いたシチューが紹介されている。明治中頃までにビーフシチューはレストランのメニューに普及。明治末期にはシチューのレシピが上流階級向けの婦人雑誌に掲載されるようになった。昭和に入ると都会の少し「モダン」な家庭では、かなり一般的に普及していたようである。

## 種類

### ビーフシチュー

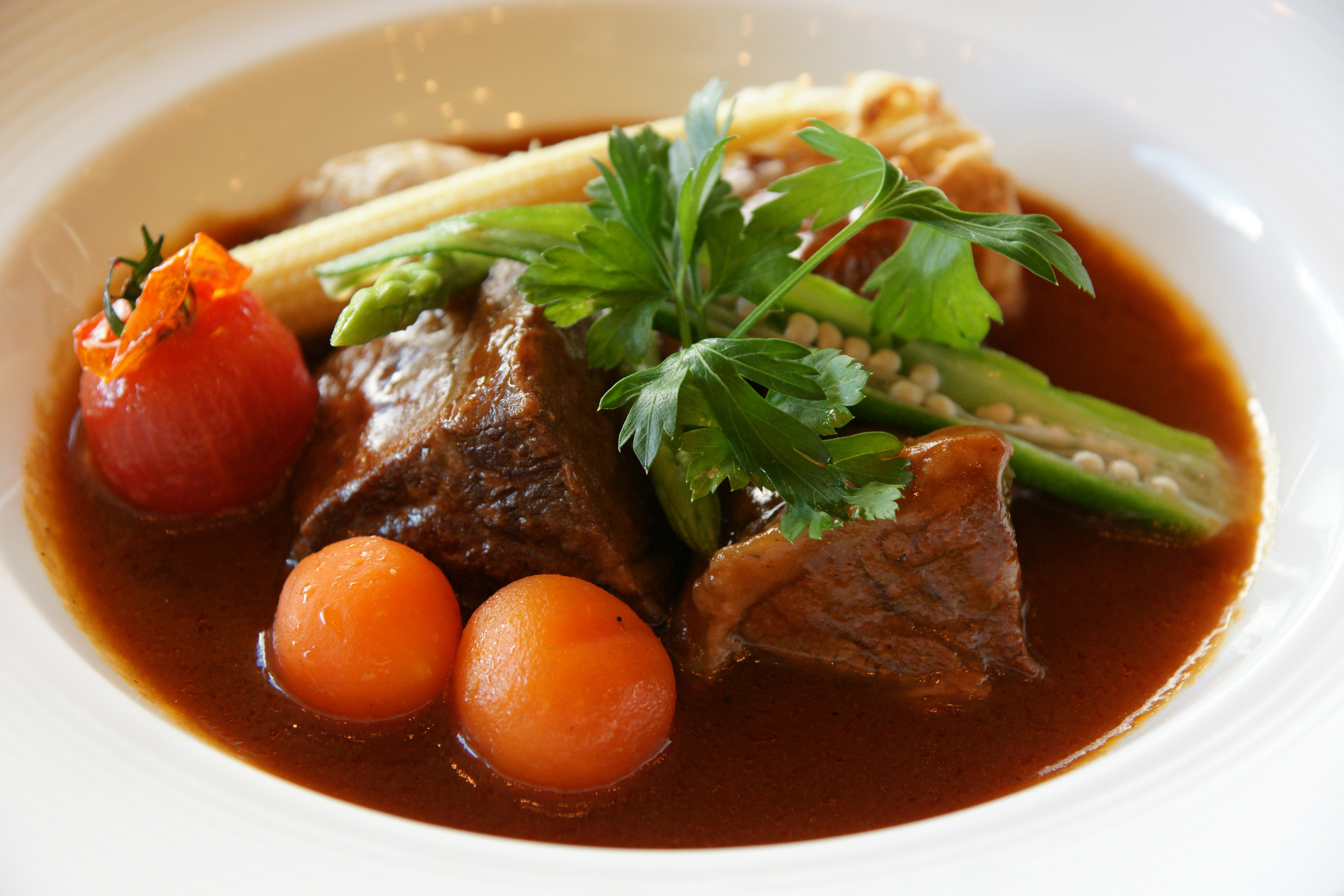
ビーフシチュー

赤ワインやトマトをベースに牛肉、ジャガイモ、ニンジン、セロリ、タマネギなどを、香味野菜を加えて煮込む。イギリス発祥の料理である。
ビーフシチューの作り方は牛肉とタマネギ、ニンジンなどの野菜をブイヨンで長時間煮込み、塩、胡椒、トマトピューレ、ドミグラスソースなどで調味する。用いられる肉の部位は脛やバラが多いが、タンを煮込んだものは特に「タンシチュー」と呼ばれ人気が高い。尾の肉を使った「テールシチュー」もある。いずれも汁の量は少なめで、肉などの具材にボリュームがあり、スープのように汁を飲むことよりも具を食べることが主体となることが多い。
日本では、明治初期から洋食レストランのメニューに取り入れられ、小麦粉とバターを炒めて作るブラウンルーを用いることが定番となっている。

### アイリッシュシチュー

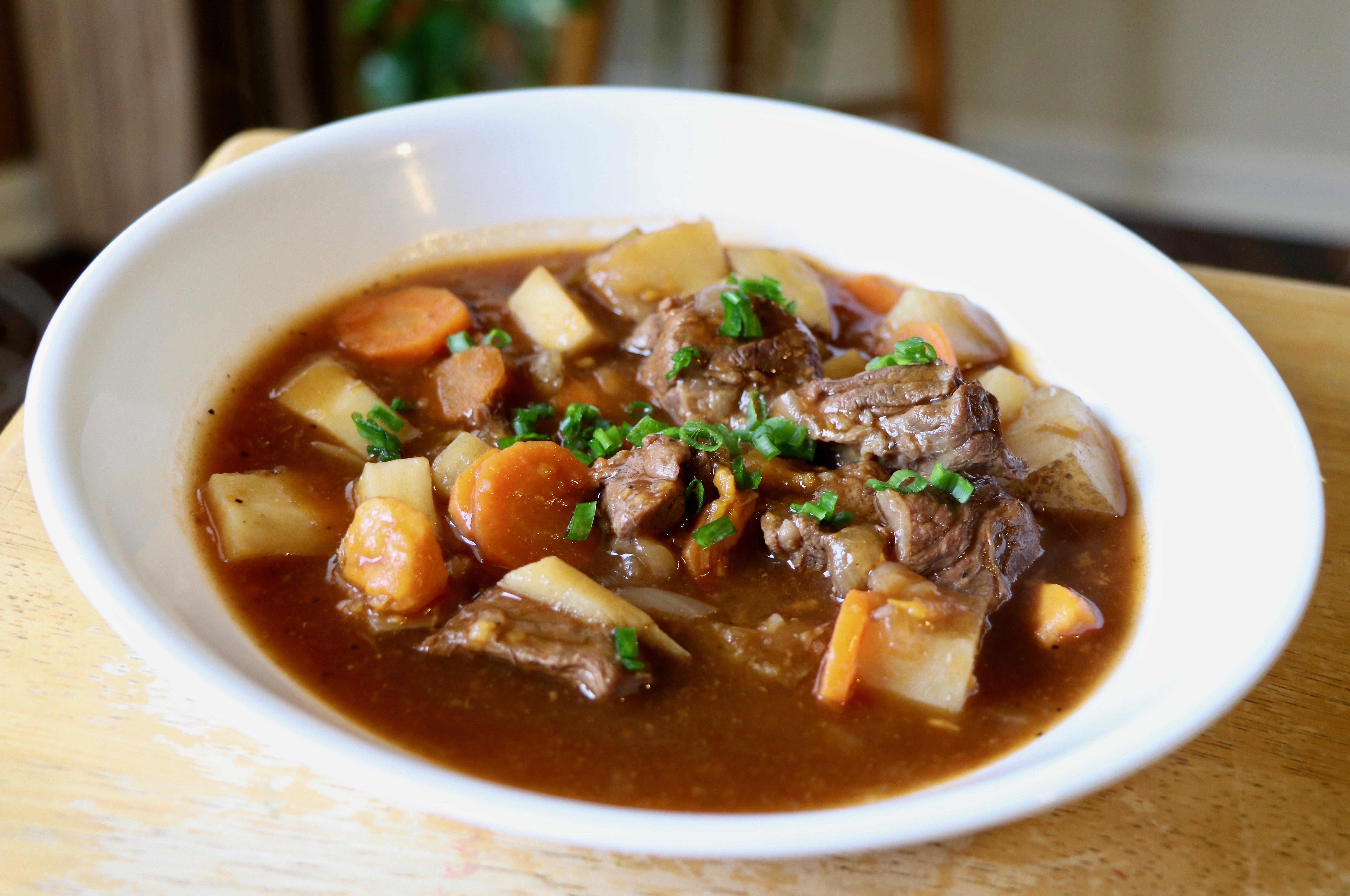
アイリッシュシチュー

アイリッシュシチューは、アイルランドの家庭料理のシチューであり、ラム肉あるいはマトンあるいは牛肉と野菜を煮込んだ料理といったあたりが決まっている程度で、あとは各家庭で流儀が異なる。

### ポークシチュー

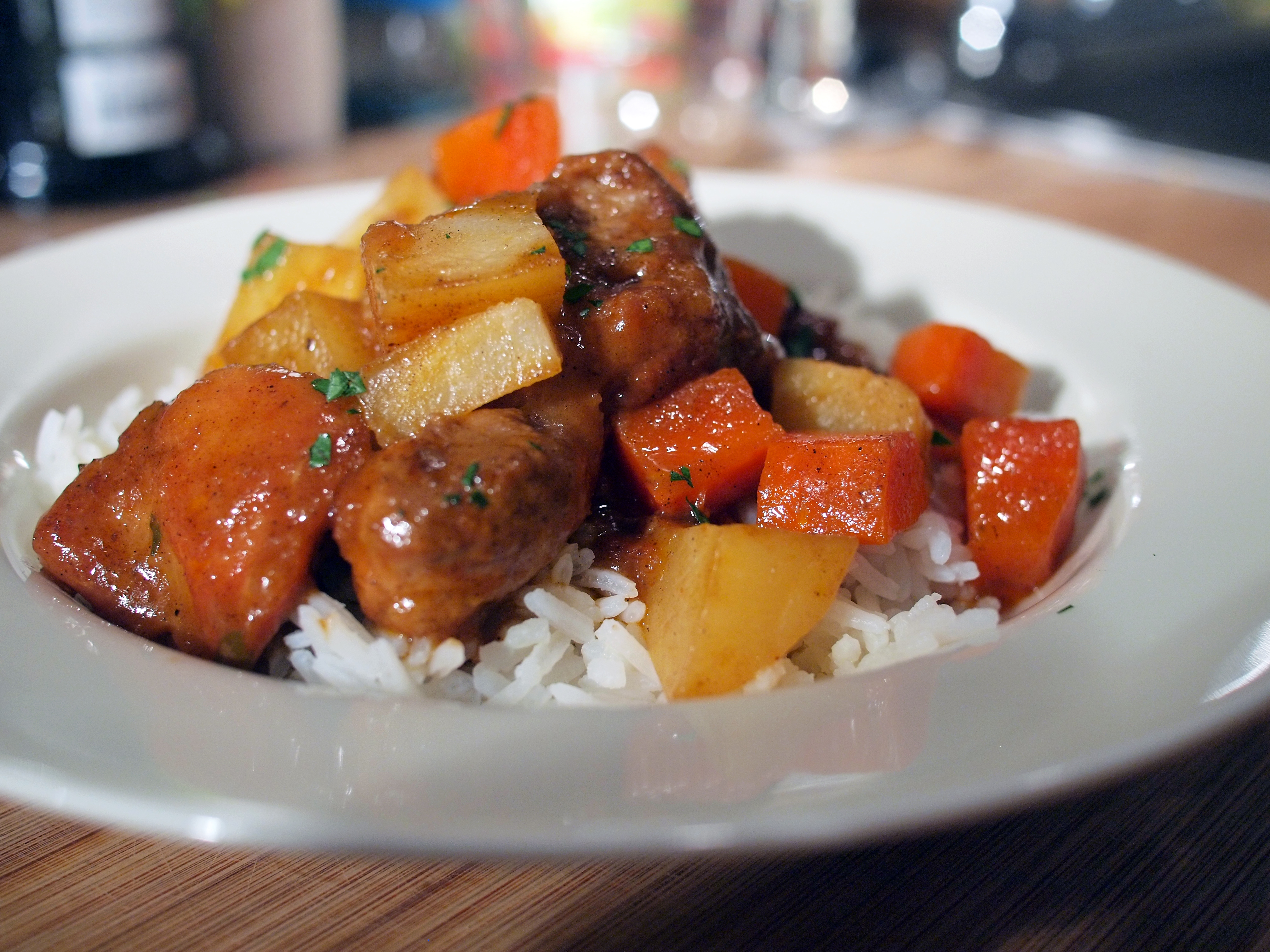
ポークシチュー (フランス語:ラグー・ド・ポール)。ニンジンも加えた例。

ポークシチューは豚肉のシチュー。フランス語ではラグー・ド・ポール（ragoût de porc）。
フランス風の古典的なラグー・ド・ポールの作り方は、まず鍋でオリーブオイル少々を熱し、バターを少々加え、そこに豚肉を熱し焼き色がついたら裏返し、玉ねぎとエシャロットを加え、そこにブイヨンの素と水を加え、1時間ほど煮る。その後、ジャガイモを加え、さらに15～20分ほど煮れば出来上がり。

### ブランケット

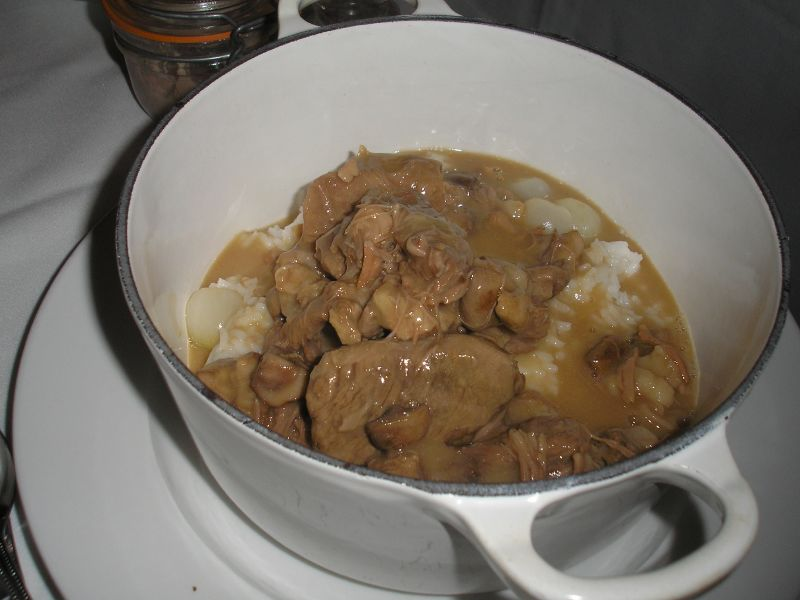
ブランケット・ド・ヴォー

ブランケットはフランスの煮込み料理。仔牛肉を用いるブランケット・ド・ヴォーが著名。フランスの家庭料理の定番料理である。

### フリカッセ
フリカッセはフランスの煮込み料理。今日では鶏肉を使用するのが主流となっている。

### 他
世界にはこれ以外に様々なシチューがあり、代表的なものは次の通りである。日本ではスープとして知られているものも含んでいる。
- キャセロール
- ブイヤベース - フランスのもの
- ボルシチ - ウクライナなどのもの。

### シチューと組み合わせるもの
シチューと組み合わせるのは、パンや米である。
丸いパンの中身をくり抜いて「うつわ」のようにして、その中にシチューを入れて供されることもある。
ポークシチューの写真で示した例は、シチューを長粒米（インディカ米。細長くて、粘り気が無く、あっさりした米）の上に載せている。
トルコではピラフ状の米飯と一緒に提供されることがある。アメリカではバターライスなどの調理された米飯が付け合わせに用いられることがある。アフリカでもシチューとともにお粥を食する光景がみられる。ブラジルのフェジョアーダも、炊いたご飯にかけて食されている。
ガンボのようにとろみのあるシチューを白米にかける料理もある。フランスのブランケットも、通常米飯とともに供される。

## 日本のシチュー
日本では、上の節で説明したビーフシチューに加えて、日本で誕生したクリームシチューやコーンクリームシチューがある。
両方とも、家庭で調理するための「シチューミクス」「シチューの素」、ルーの類が市販されている。日本国内でのルーの販売量の順位としてはクリームシチュー、ビーフシチュー、コーンクリームシチューの順である。日本国内のシチューのルーの販売量はお盆明け頃、つまり8月後半ころから右肩あがりで増えてゆき、10月から12月にかけてピーク期となり、1月に入ると販売量が減り始め、7月の後半や8月前半まで下がってゆく。
なおビーフシチューのほうは、家庭で調理されている以外にも、洋食店でも提供され、高級レストランでは特に高品質の牛肉を材料にして長時間かけて調理され、高級な料理として提供されている。

### クリームシチュー

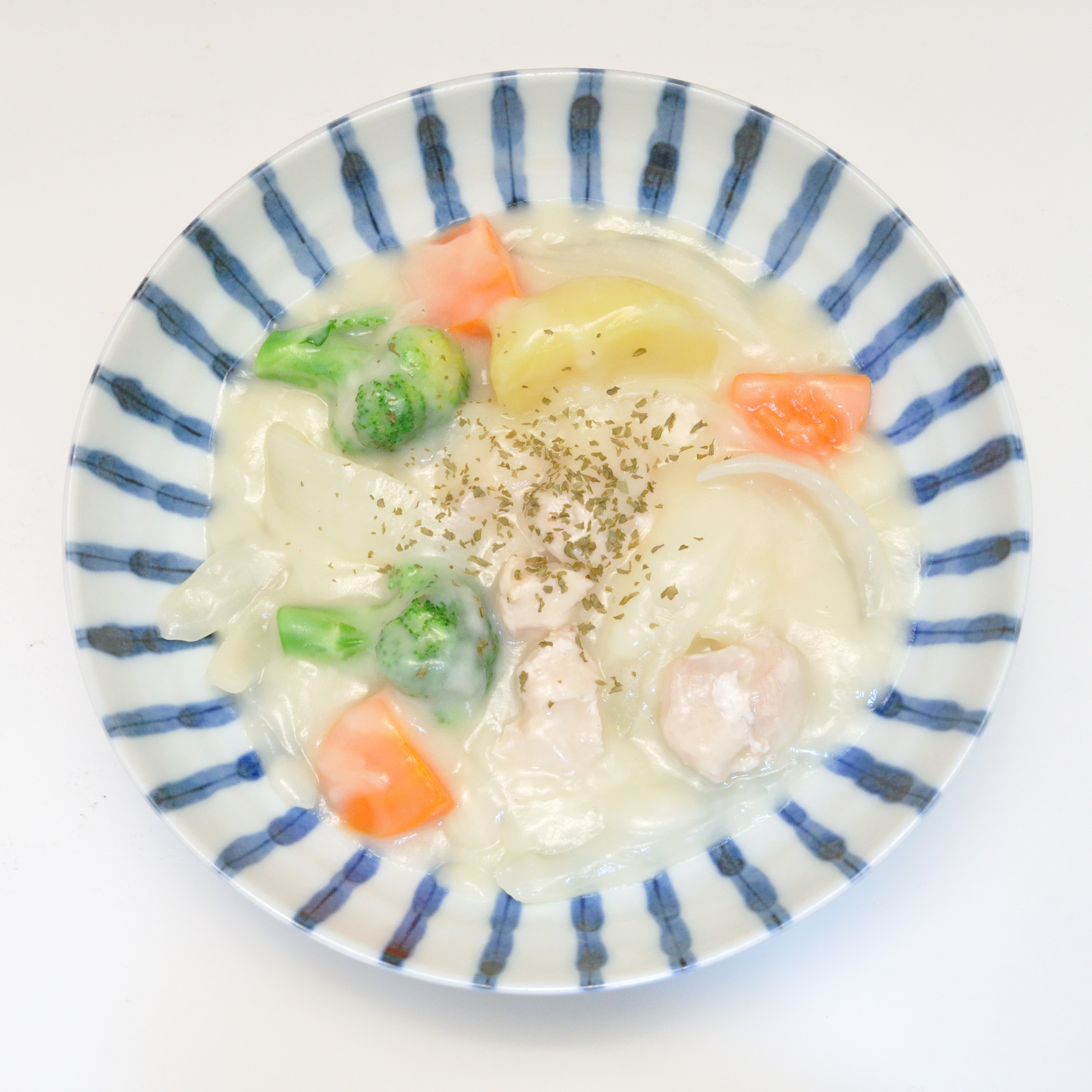
クリームシチューの例

クリームシチューは、日本で第二次世界大戦後に考案され、普及した料理。ホワイトシチューとも呼ばれる。

### コーンクリームシチュー
コーンクリームをたっぷり入れたシチュー。「コーンクリームシチュー」のルウも市販されている。

### カレーシチュー
クリームシチューにカレー粉などを加えることでカレーの風味（フレーバー）を加えたもの。

### ヒカド
ヒカドは、長崎県の郷土料理で、シチューから派生したとされる煮込み料理。その名はポルトガル語の「picado」（細かく刻んだ）に由来し、ダイコン・ニンジン・サツマイモといった野菜とマグロ・豚肉などを細かく刻んで煮込むことからこう呼ばれる。仕上げに皮をむいてすりおろしたサツマイモを入れてとろみを付けるのが特徴。

### 大阪の大衆食堂の「シチュー」
大阪の大衆食堂の中には、牛肉とジャガイモとタマネギを煮込み、塩のみで味付けした料理を「シチュー」という名称で提供する店舗がある

（2022年11月時点で提供しているのは1店舗のみ）。この料理は、分かりやすく説明すると、透き通った塩味のさらっとしたスープであり、「ポトフに似たスープ」、「焼肉屋のテールスープのよう」、「肉吸いに似たような口当たり」とも評される。
大阪の食堂で「シチュー」と呼ばれているこの料理の発祥は判然とせず、「第二次世界大戦前からあった」とも、「戦後の食糧難の時代に登場した」ともされる。織田作之助が1946年に発表した小説「アド・バルーン」（青空文庫で閲覧可）には、「かね又」（九条を本店とし、多数の暖簾分け支店があった大衆食堂）に『「芋ぬきのシュチュー」を食べに行く』との一節がある。新世界の「あづま食堂」によれば、1950年ごろには「かやくご飯」と「シチュー」という組み合わせが定番であったという。
なおこの「シチュー」にうどんを入れた「シチューうどん」なる料理もある。「シチューうどん」がメニューに載ったのは比較的新しく、2010年代に取材を受けた2つの食堂ははともに「30年くらい前」（つまり1980年代頃）としている。
神戸の中華料理屋の「シチュー」
神戸限定ではあるが中華料理屋で牛バラ肉煮込をシチューという名称で供する店舗がある。これは戦後「群愛飯店」（現在は名称が変化し牛バラ肉煮込）が提供を始め広まったと見られる。牛ナム（ガウナム。ナムは月偏に南）という料理を和訳したところ牛肉のシチューとなった。
牛バラ肉を八角やオイスター等の調味料で煮込む料理のためシチューの定義からは外れていない。

## 類似料理との相違
スープ
シチューとスープの線引きは明白ではないが、基本的に素材が大きめに切られ、粉を使用してワインやブイヨンで溶いたルーによってとろみをつけた濃厚な煮込み料理をシチューと呼び、メインディッシュとなり得る食べ物とされる。これに対し、さらりとした食感を持ち、あくまで前菜と見なされる飲み物がスープである。しかし、これらに当てはまらない例も多くある。多くは、日本へ初めて紹介された時の名称がそのまま用いられている。
チャウダー
チャウダーは、シチューよりは具が小さくソースのとろみも少ない「スープとシチューの中間ぐらい」に位置する料理。具を小さく切るのでシチューより加熱時間が短く、手軽に作れる。魚介を使うことが多く、アメリカ東海岸の名物料理でもあるクラムチャウダーなどが、よく知られている。

## 逸話
ビーフシチューに関して、「明治初期にイギリス留学した海軍軍人の東郷平八郎が、イギリスで味わったビーフシチューを作るよう部下に命じたら肉じゃがができた」との逸話がある。ただし、これは史実ではなく、地域おこしのために創作されたものである。